# Torrance (California)
Torrance è una city degli Stati Uniti d'America situata nella contea di Los Angeles dello stato della California.
Al censimento del 2000, la popolazione della città era di 137 946 abitanti; nel 2010 la popolazione è passata a 142 384 persone. Torrance è la sesta città più grande della contea di Los Angeles e la 34ª più grande nello Stato della California.